# Prenzlau
Prenzlau är en stad i den tyska delstaten Brandenburg och huvudort i Landkreis Uckermark.

## Geografi
Staden ligger omkring 100 km norr om Berlin och 50 km väster om Szczecin i Polen. I Prenzlau mynnar sjön Unteruckersee ut i floden Uecker som rinner norrut mot Stettiner Haff. Söder om staden ligger även sjön Oberuckersee. I sydväst gränsar staden till naturreservatet Naturpark Uckermärkische Seen.

## Historia
Arkeologiska fynd visar att platsen beboddes redan under yngre stenåldern. Under 600-talet flyttade slaviska grupper till trakten som senare byggde en befästning i detta område. Ortsnamnet Prenzlau är av västslaviskt ursprung och tros syfta på en bosättning för en person med namnet Premyslaw. Vid slutet av 1100-talet anlände lågtyska kolonisatörer till orten, i samband med Ostsiedlung-perioden, och bosatte sig bredvid slaverna.
Prenzlau nämndes för första gången i skrift år 1187 och fick stadsrättigheter 1234 av hertig Barnim I av Pommern. Genom fördraget i Landin år 1250 inkluderades staden i markgrevskapet Brandenburg. Staden var en av de största i Brandenburg under medeltiden och ett viktigt handelscentrum, vilket avspeglas i stadens många medeltida kyrkor och resterna av den omfattande stadsmuren. Fram till trettioåriga kriget hade staden en blomstringstid, men på grund av kriget flydde många personer från regionen och många verksamheter lades ner.
Vid slutet av 1600-talet invandrade ett stort antal franska hugenotter och staden återhämtade sig. Staden var under 1700-talet en viktig garnisonsstad i Preussen. Nya näringar etablerade sig och stadsbebyggelsen tog fart.
Under andra världskriget förstördes nästan 85 procent av stadens yta. Efter kriget bebyggdes därför stora områden med prefabricerade flervåningshus, Plattenbauten. Av den medeltida bebyggelsen finns några portar i stadens ringmur och vissa av de medeltida kyrkorna kvar.

## Befolkning
- Befolkningsutvecklingen i de nuvarande gränserna (Blå linje: Befolkning—Prickade linjen: Jämförelse med utvecklingen av Brandenburg—Grå bakgrund: Period av Nazi styre—Röd bakgrund: Period av kommunistiskt styre)
- Aktuella befolkningsutveckling (blå linjen) och prognoser (prickade linjen).

| År   | Invånare |
| ---- | -------- |
| 1875 | 18 512   |
| 1890 | 20 823   |
| 1910 | 24 327   |
| 1925 | 24 572   |
| 1933 | 25 118   |
| 1939 | 27 697   |
| 1946 | 21 532   |
| 1950 | 22 960   |
| 1964 | 23 267   |
| 1971 | 24 890   |

| År   | Invånare |
| ---- | -------- |
| 1981 | 26 020   |
| 1985 | 26 326   |
| 1989 | 26 211   |
| 1990 | 25 900   |
| 1991 | 25 167   |
| 1992 | 24 743   |
| 1993 | 24 451   |
| 1994 | 24 120   |
| 1995 | 23 847   |
| 1996 | 23 630   |

| År   | Invånare |
| ---- | -------- |
| 1997 | 23 501   |
| 1998 | 23 133   |
| 1999 | 22 946   |
| 2000 | 22 737   |
| 2001 | 22 225   |
| 2002 | 21 785   |
| 2003 | 21 341   |
| 2004 | 21 039   |
| 2005 | 20 904   |
| 2006 | 20 735   |

| År   | Invånare |
| ---- | -------- |
| 2007 | 20 461   |
| 2008 | 20 285   |
| 2009 | 20 173   |
| 2010 | 20 078   |
| 2011 | 19 139   |
| 2012 | 19 045   |
| 2013 | 19 023   |
| 2014 | 19 070   |
| 2015 | 19 275   |
| 2016 | 19 279   |

| År   | Invånare |
| ---- | -------- |
| 2017 | 19 110   |
| 2018 | 19 024   |
| 2019 | 18 970   |
| 2020 | 18 849   |

Detaljerade källor anges i Wikimedia Commons..

## Kommunikationer
Prenzlau har en järnvägsstation på linjen Berlin - Stralsund, som trafikeras av regionalexpresståg och intercitytåg norrut och söderut. Staden har även enstaka snabbtågförbindelser, med ett ICE mot Binz och Berlin - München, samt internationella Eurocity-fjärrtåg mot Brno och Bratislava. De tidigare regionala järnvägslinjerna mot Templin, Strasburg och Fürstenwerder är idag nedlagda.
I närheten av staden passerar motorvägarna A11 och A20. I stadskärnan korsas även förbundsvägarna Bundesstrasse 109 och Bundesstrasse 198.
De närmaste internationella flygplatserna finns i Szczecin och Berlin.

## Kända Prenzlaubor
- Amalia av Hessen-Darmstadt (1754-1832), prinsessa av Baden.
- Fredrika Louise av Hessen-Darmstadt (1751-1805), drottning av Preussen, maka till Fredrik Vilhelm II.
- Jacob Philip Hackert (1737-1807), konstnär, landskaps- och porträttmålare.
- Paul Hirsch (1868-1940), socialdemokratisk politiker, ministerpresident i Fristaten Preussen 1918-1920.
- Ludvig I, (1753-1830), storhertig av Hessen och Rhen.
- Natalja Alexejevna (1755-1776), född Wilhelmina Louise av Hessen-Darmstadt, tysk-rysk storfurstinna och första maka till Paul I av Ryssland.
- Brigitte Rohde (född 1954), friidrottare, medeldistanslöpare.
- Johannes Schmidt (1843-1901), lingvist.
- Adolf Stahr (1805-1876), författare och historiker.
- Christiane Wartenberg (född 1956), friidrottare, medeldistanslöpare, OS-medaljör 1980.
- Carola Zirzow (född 1954), kanotist, OS-medaljör.